# Bir Tawil
Pour les articles homonymes, voir Tawil.
Le Bir Tawil ou Bi'r Tawīl (en arabe égyptien : بير طويل Bīr Ṭawīl, /biːɾ tɑˈwiːl/ ; Biˈr بئر signifiant « puits », Ṭawīl طويل signifiant long ou profond) est une petite région de la frontière entre l'Égypte et le Soudan. La souveraineté sur ce territoire n'est pas clairement définie, aucun des deux pays frontaliers ne le revendiquant formellement. C'est l'un des rares territoires sur Terre dont aucun pays ne revendique la souveraineté,.

## Géographie
Le Bir Tawil est une région située à environ 250 km au sud-est de la ville égyptienne d'Assouan. Il forme un quadrilatère d'environ 95 km de long d'est en ouest au nord et 45 km au sud, et de 25 à 31 km du nord au sud, soit une superficie d'environ 2 060 km2. Sa limite septentrionale suit le 22e parallèle nord.
Le nom du territoire fait référence à un puits situé en son centre. Le Jabal Tawil, une montagne de 459 m d'altitude, est situé dans le nord de la région ; à l'est, on trouve le Jabal Ḩajar az Zarqā' (662 m). Le Wadi Tawil est situé dans le sud.
La zone ne comporte pas d'habitat permanent, mais est une zone de pâturage et de campement pour les tribus nomades Ababdehs et Bisharin.
Le Bir Tawil comporte des gisements d'or. L'absence de gouvernance mène des sociétés d'exploration minière à venir forer les sols de la zone sans aucune contraintes, et parfois sans aucune considération pour l'impact écologique de leurs ouvrages.

## Origine
La majeure partie de la frontière entre l'Égypte et le Soudan est située sur le 22e parallèle nord, repère choisi en 1899 par le Royaume-Uni pour délimiter la frontière nord du Soudan anglo-égyptien. Le résultat était une frontière rectiligne longue de 1 240 km, de la Libye à la mer Rouge.
Cette frontière est rectifiée en 1902 : le triangle de Hala'ib est alors placé sous administration soudanaise car les tribus Bedja de cette région sont alors basées au Soudan ; de façon similaire, le Bir Tawil passe sous administration égyptienne, étant un pâturage d'une tribu ababdeh basée à Assouan.

## Souveraineté

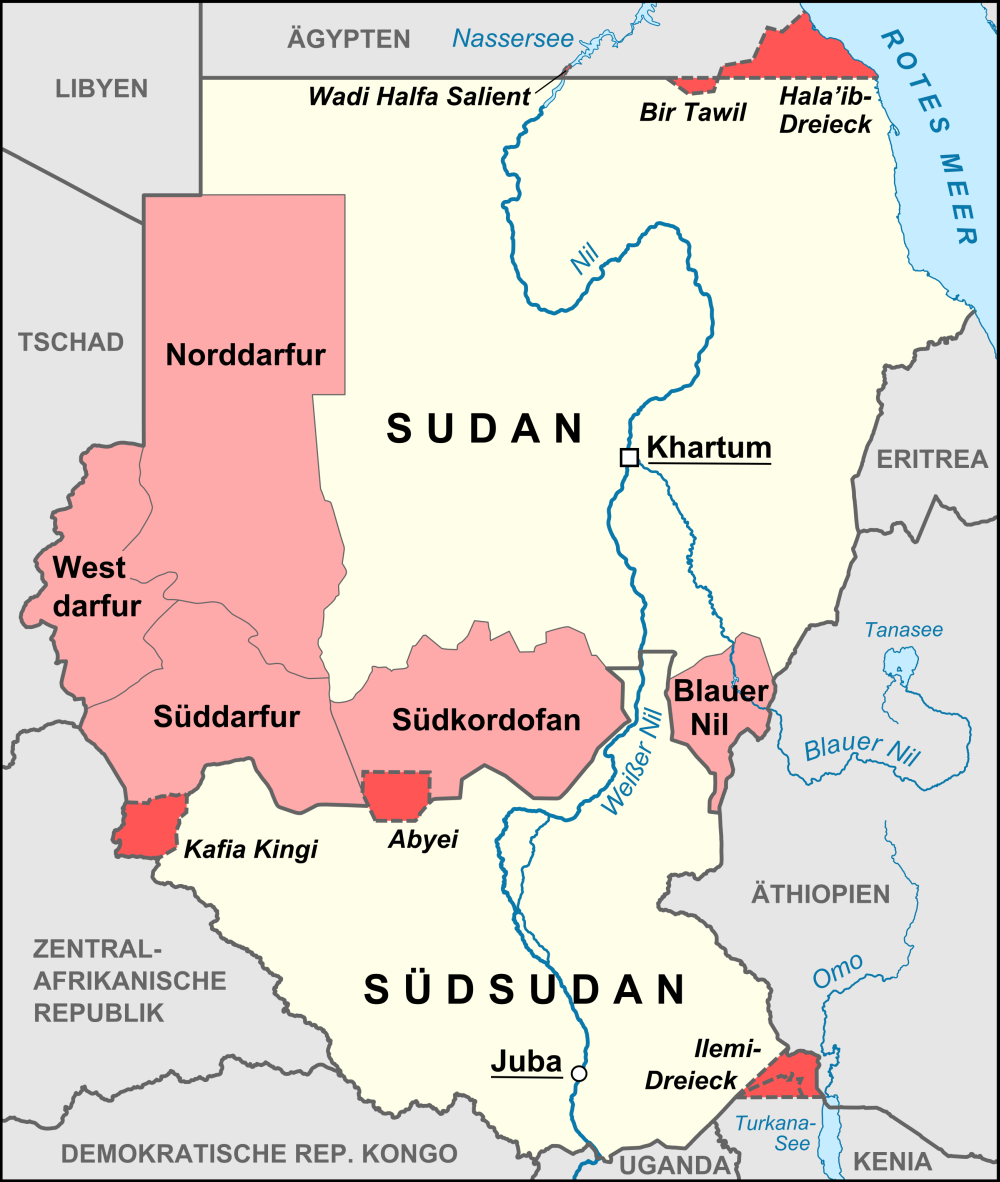
Le Soudan et les multiples zones en sécession (Bir Tawil au nord-est).

Les revendications territoriales n'émergent vraiment qu'avec l'indépendance du Soudan en 1956.
L'Égypte revendique la frontière de 1899 correspondant au 22e parallèle ; cette interprétation place le triangle de Hala'ib sous contrôle égyptien et le Bir Tawil sous contrôle soudanais.
Le Soudan revendique la frontière de 1902 : dans cette optique, le triangle de Hala'ib est situé au Soudan et le Bir Tawil en Égypte.
En conséquence, les deux pays revendiquent le triangle de Hala'ib, mais aucun ne prétend à la souveraineté sur le Bir Tawil, qui est dix fois plus petit que le triangle et n'a aucun accès à la mer. Pour chaque pays, revendiquer la souveraineté sur le Bir Tawil signifierait reconnaître celui des deux tracés de frontière précédemment cités qui lui serait défavorable, puisqu'il reviendrait à abandonner à la partie adverse le triangle de Hala'ib, ce qui explique cet état de fait.
Enfin, des villages situés dans la vallée du Nil furent cédés au Soudan, car plus accessibles depuis le sud : c'est le « saillant de Wadi Halfa » (situé en réalité au nord de la ville de Wadi Halfa), encore revendiqué par l'Égypte aujourd'hui.
Au début des années 1990, lorsqu'une entreprise pétrolière canadienne souhaite analyser le sous-sol du triangle de Hala'ib, les forces armées égyptiennes sont envoyées en prendre le contrôle malgré les protestations soudanaises.

## Micronation: le royaume du Soudan du Nord
Le 16 juin 2014, le territoire étant toujours de facto une terra nullius, un fermier américain, Jeremiah Heaton, résident à Abingdon (Virginie) obtient les autorisations de déplacement des autorités militaires égyptiennes, se rend à Bir Tawil après quatorze heures de route dans le désert et y plante son propre drapeau, afin de le revendiquer à son compte en se proclamant roi. Le drapeau est bleu avec des étoiles jaunes assorties d'une couronne. L'étoile jaune sur fond bleu est l'élément distinctif du drapeau du Soudan du Sud, reconnu trois ans auparavant, en 2011.
Il rédige un mythe, selon lequel il tiendrait parole auprès de sa fille de 7 ans, Emily, une de ses trois enfants. En guise de cadeau d'anniversaire, il la nommerait princesse du « royaume du Soudan du Nord ».
Cette micronation est fantaisiste mais Heaton prétend contacter l'Union africaine afin d'obtenir la reconnaissance de ce nouvel État, mais rien n'indique qu'il l'ait contactée.
Heaton contacte un journal local virginien, le Bristol Herald Courier (en), qui publie la nouvelle, laquelle est largement reprise par les médias internationaux.
Heaton prétend consacrer ce territoire à la production agricole, mais il s'avère qu'il a un projet de film documentaire.
Seulement quatre mois plus tard, le 6 novembre 2014, il annonce avoir vendu son mythe à Disney, après en avoir confié les droits au documentariste Morgan Spurlock,.
Le 21 mai 2015, les Studios Disney confirment que les droits sont acquis et qu'un film de fiction est en préparation. Ils sont immédiatement accusés d'encourager le colonialisme, et l'appropriation illégale par des étrangers de terres africaines. Les studios répondent vouloir raconter l'histoire même si elle n'est pas vraie, ce qui est le propre d'un conte. Ils détaillent vouloir magnifier la relation entre un père et sa fille.
Dans le projet de Disney, la famille s’établit durablement dans le prétendu royaume, développant un huis clos d'abord enthousiasmant, puis angoissant. On trouve une structure narrative similaire dans de nombreux films, dont Nouveau Départ (2011), où un père, veuf, bâtit un parc zoologique grandiose avec sa fille de 7 ans.
Le 3 novembre 2014, quelques heures avant l'annonce de l'accord avec Disney, le nom de domaine « kingdomsudan.org » est enregistré par une société de services informatiques danoise, bezh.dk. Le site propose cinq boutons permettant de faire des dons. Le 14 mars 2015, quelques jours avant la communication officielle de Disney, le site appelle à solliciter la « citoyenneté » du Royaume. Les 14 avril et 26 mai 2015, le site annonce la création d'« ambassades » chez des particuliers, ce qui implique la possible création de passeports diplomatiques. Ces aspects rappellent les pratiques liées à d'autres micronations, telles que l'affaire des passeports diplomatiques de Sealand, lorsque des particuliers ont ouvert des « ambassades » et se sont dotés de passeports et de plaques d'immatriculation diplomatiques (les propriétaires de Sealand déclarent qu'il s'agit en fait d'usurpateurs).
Les instabilités politiques du Soudan empêchent cependant la concrétisation du projet.
Le 12 mai 2019, le royaume lance sa propre cryptomonnaie, le Neap Coin, avant d'arrêter le projet le 20 février 2020.